# Admetus (genus)
Admetus is een geslacht van wantsen uit de familie van de Miridae (Blindwantsen). Het geslacht werd voor het eerst wetenschappelijk beschreven door William Lucas Distant in 1883.

## Soorten
Het genus bevat de volgende soorten:

- Admetus fimbriatus Distant, 1883
- Admetus mexicanus Carvalho, 1985
- Admetus sulinus Carvalho & Gomes, 1969